# أندريه هولمز
أندريه هولمز (بالإنجليزية: Andre Holmes)‏ هو لاعب كرة قدم أمريكية أمريكي، ولد في 16 يونيو 1988 في هوفمان استيتس في الولايات المتحدة.

## وصلات خارجية
- أندريه هولمز على موقع مرجع كرة القدم المحترفة.كوم (الإنجليزية)